# 丹麦国铁ABs型客车
丹麦国铁ABs型客车（丹麦语原名：Litra ABs或DSB ABs）是丹麦国家铁路所使用的一型客运双层控制车，为一等座/二等座合造车。由庞巴迪公司在德国格尔利茨的工厂制造，共制造25节。于2002年至2009年间分批投入使用，最初为租用，后于2012年和2014年分两批购买，至2014年时已全部买入。

该型铁路客车自身无动力，其所在的列车通常由西门子Vectron中的电力机车版本牵引，其能够使所在列车两端均拥有驾驶室，因而使所在列车换向较为灵活且无需在列车两端均设置机车。编组中通常还包含“丹麦国铁B2型铁路客车”和“丹麦国铁Bk3型铁路客车”（“丹麦国铁B2型铁路客车”和“丹麦国铁Bk3型铁路客车”均为二等座车且为双层铁路客车）。

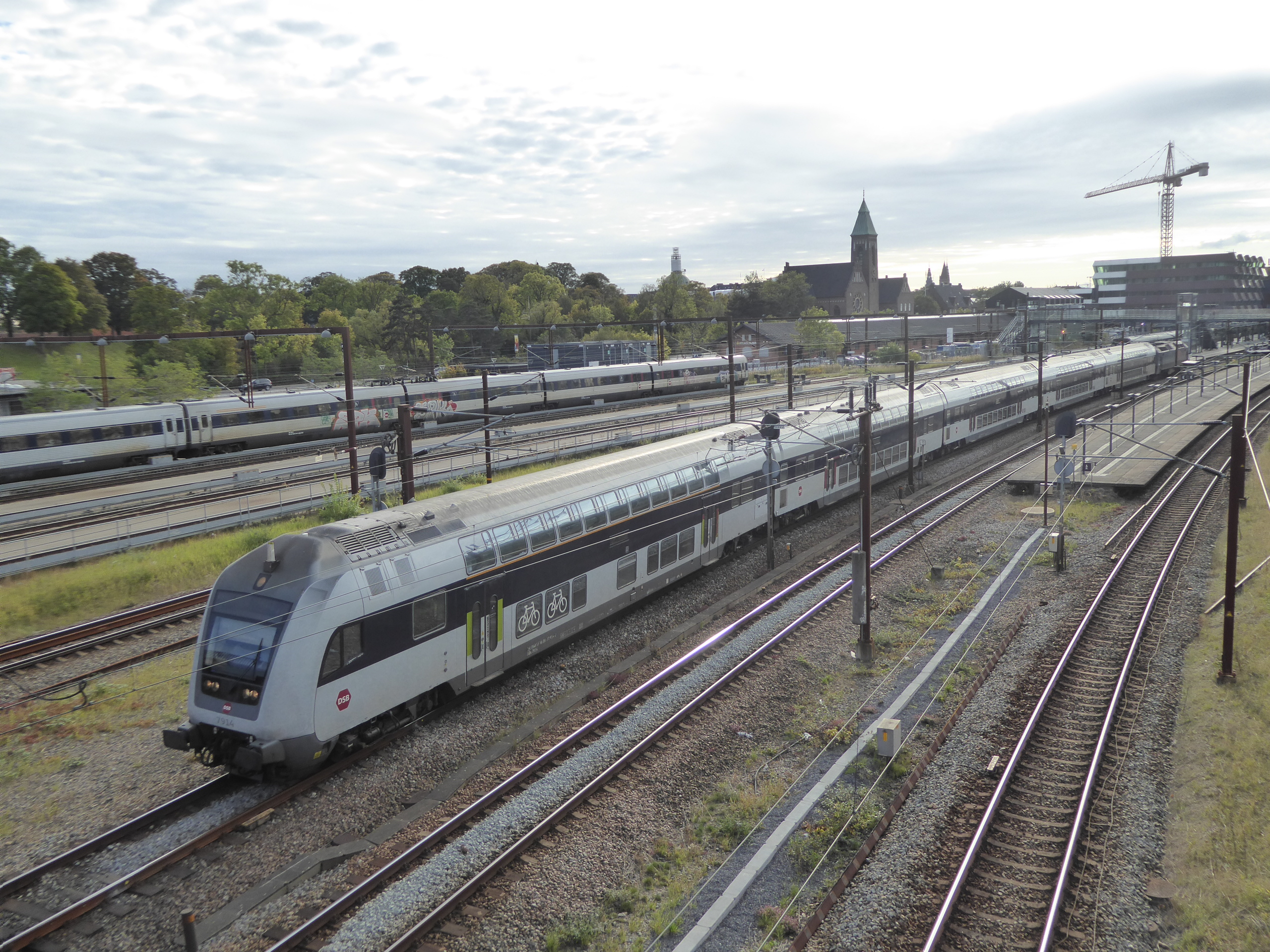
丹麦国家铁路所属的编组中包含“丹麦国铁ABs型客车”的旅客列车（图中双层旅客列车），拍摄于丹麦首都哥本哈根的东门站。

## 名称含义
型号名称中的大写字母“A”表示一等座，大写字母“B”表示二等座。连起来就是“一等座/二等座合造车”；小写字母“s”表示“控制车”。注意，书写丹麦铁路车辆型号中的字母时不能写错大小写，否则含义和型号指向将完全改变。